# NGC 5336
NGC 5336 ist eine Spiralgalaxie vom Hubble-Typ Sc im Sternbild Jagdhunde. Sie ist schätzungsweise 113 Millionen Lichtjahre von der Milchstraße entfernt und hat einen Durchmesser von etwa 45.000 Lj.
Das Objekt wurde am 9. April 1787 von Wilhelm Herschel mit einem 18,7-Zoll-Spiegelteleskop entdeckt, der sie dabei mit „pB, pL“ beschrieb.